# Вельмо (река)
Вельмо́ — река в Красноярском крае России, левый приток Подкаменной Тунгуски.
Длина реки — 504 км, площадь водосборного бассейна — 33 800 км². Средний расход воды — 224,91 м³/с. Судоходна до впадения главного притока — реки Теи (261 км, левый). В бассейне реки находятся около 300 озёр.
Берёт начало и протекает по Среднесибирскому плоскогорью. Впадает в Подкаменную Тунгуску в 282 км от её устья.
Основное питание — снеговое. Замерзает в октябре — ноябре, вскрывается в апреле — мае.
| Средний расход воды (м³/с) реки Вельмо по месяцам с 1936 по 1978 гг. (замеры производились на гидрологическом посту в 7 км ниже устья реки Теи, 187 км от устья) |

## Притоки (км от устья)
- 3 км: руч. Черемшаный
- 9 км: река Бурная (Тельма)
- 22 км: руч. Тобольский
- 35 км: река Хвойная (Куроба)
- 38 км: руч. Широкий Лог
- 50 км: руч. Сухой Лог
- 54 км: река Светлана (Майгунна)
- 63 км: река Токсус
- 72 км: река Верх. Русалка
- 90 км: руч. Берёзовый
- 99 км: руч. Разведочный
- 113 км: река Артельная
- 117 км: руч. Гремячий
- 129 км: руч. Дресвяный
- 137 км: река Тунга
- 141 км: руч. Щукинский
- 148 км: руч. Осиновский
- 165 км: руч. Вахрушев
- 172 км: река Чапа
- 187 км: река Куромба
- 194 км: река Тея
- 204 км: руч. Поляковский
- 211 км: река Оленчимо
- 223 км: руч. Берёзовый
- 236 км: река без названия
- 241 км: река Тыган
- 251 км: река Инчембо
- 255 км: река Туктарма
- 284 км: река Енгида
- 300 км: руч. Гурума
- 302 км: руч. Черемных
- 316 км: река Бол. Нирунда
- 326 км: река Мукуя
- 336 км: река Вайвида
- 350 км: река Ингамбо
- 352 км: река без названия
- 364 км: река без названия
- 367 км: река Корда
- 378 км: река Коребу
- 381 км: река Идешемет
- 395 км: река Бугарикта
- 402 км: река без названия
- 409 км: река без названия
- 413 км: река без названия
- 415 км: река без названия
- 427 км: река без названия
- 429 км: река Гулюма
- 436 км: река без названия
- 446 км: река Иринчимо
- 459 км: река без названия